# Codex de Chantilly

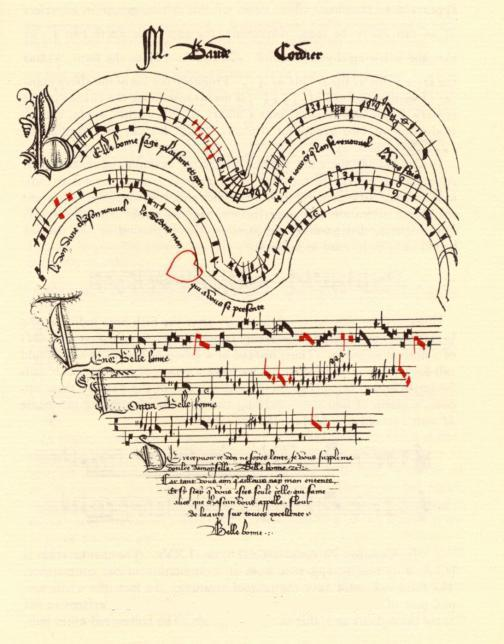
"Belle, Bonne, Sage" de Baude Cordier (folio 11v), rondó en forma de corazón.

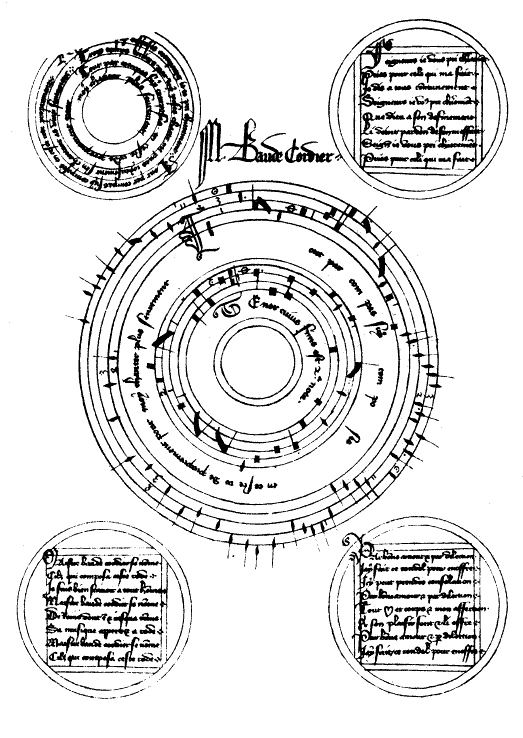
"Tout par compas suy composée" (folio 12), canon circular de Baude Cordier.

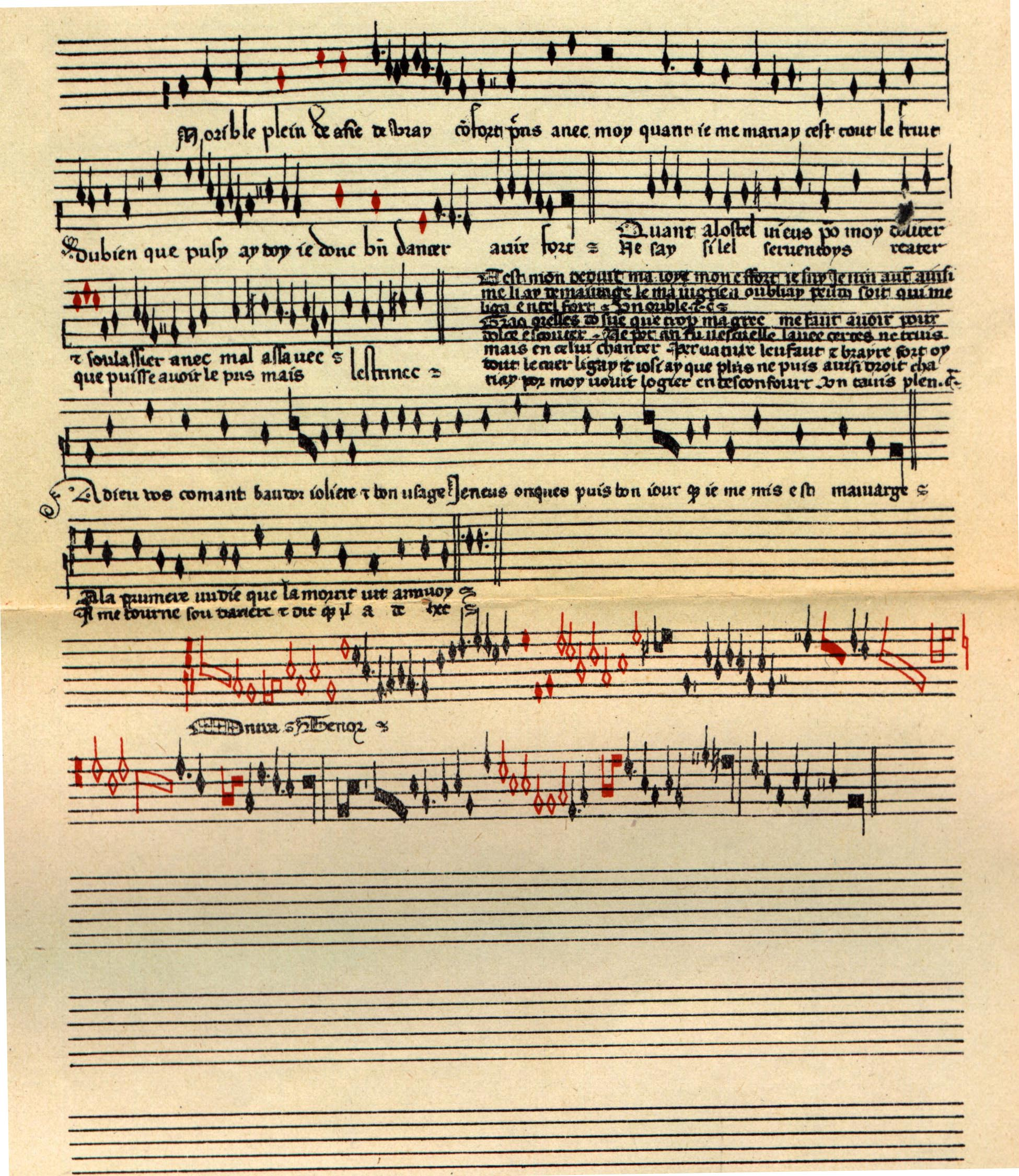
"Un orible plein/Adieu vos comant" (folio 13v), un virelai anónimo.

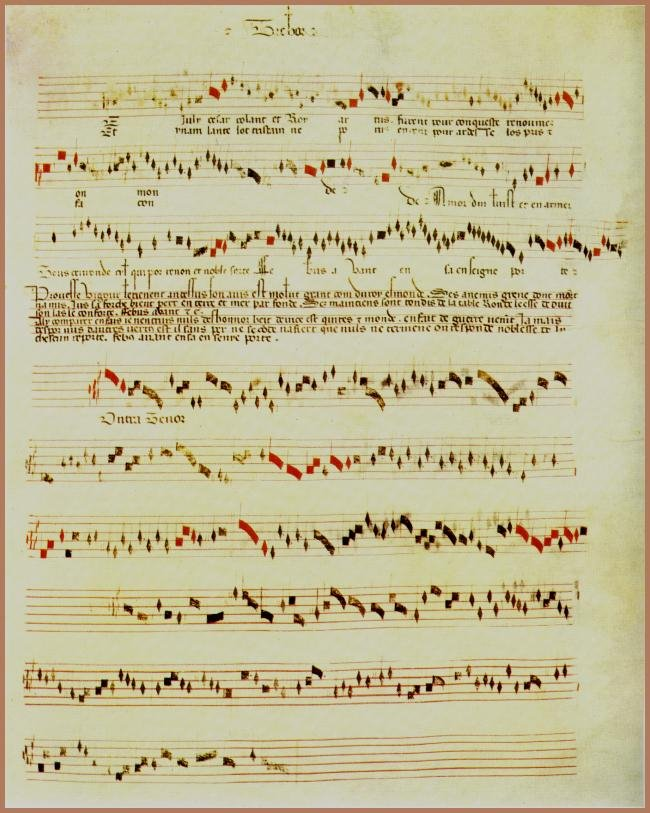
"Se Jufy César, Rolant et roy Artus" (folio 43), ballade a tres voces de Trebor, escrito sobre pentagrama de 6 líneas en el que las notas rojas indican el tempo.

El Codex Chantilly o Códice de Chantilly (Chantilly, Museo Condé MS 564) es un manuscrito que contiene música medieval del siglo XIV con piezas musicales pertenecientes a un estilo conocido como ars subtilior o ‘el arte más sutil’. Este estilo musical del siglo XIV se sitúa entre el ars nova (1310-1377) y la escuela francoflamenca (1420-1600).
El manuscrito se conserva en la biblioteca del Museo Condé en el castillo de Chantilly (bajo la inscripción MS 0564). Contiene 112 piezas polifónicas, la mayoría de las cuales datan de alrededor de 1350-1400 y pertenecen a compositores franceses representativos de esta escuela como Solage, Baude Cordier, Trebor o Jacob Senleches. El códice recoge ejemplos de muchos estilos de danza cortesana más populares de su tiempo, como baladas, rondós, virelais y motetes isorrítmicos. Algunos de los motetes son muy complejos en cuanto al ritmo y están escritos en una notación musical fantasiosa y ornamentada que refleja el contenido de la pieza, como por ejemplo el rondó de Baude Cordier "Belle, bonne, sage" escrito en forma de corazón.
El Codex Chantilly es una de las tres fuentes principales de ars subtilior. Los otros dos son el Codex Ivrea (BC 115) y Codex Modena (BE α. 5.25). El primero contiene unas 80 piezas (Aviñón, c. 1360). El segundo algo más de cien (copiado alrededor de 1410).

## Descripción
Contrariamente a las prácticas de la época e incluso las del siglo siguiente, el Codex Chantilly contiene en abundancia obras de compositores citados por su nombre y solo 32 piezas anónimas. Los 33 autores citados son: Baude Cordier, Johannes Haucourt, Matheus de Sancto Johanne, Petrus Fabri, Jacob Senleches, Jehan Vaillant, Solage, Guillaume de Machaut, Grimace, Magister Franciscus, Trebor, Magister Egidius Augustinus, Guido, Johannes Susay, Johannes Olivier, Philippus de Caserta, Johannes Galiot, Jehan Simon Hasprois, Garinus, Johannes Cunelier, Goscalch, Johannes Olivier (?), Taillandier, Hymbert de Salinis, Johannes Cesaris, S. Uciredor [Rodericus], Johannes de Meruco, F. Andrieu, Pierre des Molins, Borlet, Pykini, Gacian Reyneau, Egidius de Pusiex, Philippe Royllart, J. Alanus.
El manuscrito es célebre por la notación extremadamente complicada del ars subtilior y también es admirado por el aspecto decorativo de algunas de sus páginas. Incluye, en los cinco fascículos del corpus original, 99 canciones (70 baladas, 17 rondeaux, 12 virelais) y 13 motetes isorrítmicos, todos de la segunda mitad del siglo XIV. Algunas de las piezas más simples son de Guillaume de Machaut o de sus contemporáneos, mientras que las obras más complejas son de autores anónimos o citados por su nombre pertenecientes a la siguiente generación, identificados al servicio de la corte de Foix y Aragón, desde el Palacio de los Papas de Aviñón, o el duque de Berry.

### La copia
La gran cantidad de errores en el texto francés y las faltas en la copia de las partituras conducen a la conclusión de que los cinco fascículos del corpus fueron copiados del original francés en pautado de cinco líneas por un copista italiano que no entendía lo que estaba copiando. En primer lugar se copiaron los textos y más tarde se copió la música, lo cual explica los desajustes con respecto a la música. El manuscrito no estaba completo: el espacio de las letras capitales, que luego se confiaba al iluminador, estaba casi en blanco en todas partes.
El origen de la hipótesis de que se trate de una copia italiana hecha a partir de un original francés está respaldado por una inscripción en la portada del manuscrito que establece que en 1461 el libro pertenecía a la familia florentina de Francesco d'Altobianco Alberti quien, desterrado de Florencia en 1401, vivió durante mucho tiempo en Francia.

### El caso Baude Cordier
Maistre Baude Cordier es de Reims como Guillaume de Machaut, pero su identidad aún no es segura y las conjeturas aún plantean dudas. Se trata de uno de los predecesores de Guillaume Dufay. El Codex Chantilly contiene dos piezas suyas que no son originales del manuscrito sino que se añadieron posteriormente. De hecho, estas piezas son tanto estilísticamente como en su técnica de notación musical de un período ligeramente posterior. Las piezas están dedicados a una dama y a un señor respectivamente.
- "Belle, Bonne, Sage" (Bella, buena, sabia): es su primera pieza, un rondó cuya notación está representada en forma de corazón. “Las primeras letras de cada uno de los primeros cuatro versos forman el acrónimo del nombre de su autor "Baude".[4] Por otra parte su apellido, "Cordier", significa corazón en latín.
- "Tout par compas suy composée" (Todo a partir de un compás fui compuesto): es su segunda pieza, un canon circular de 33 compases y está representado en forma de círculo.[5]

Elizabeth Randell Upton remarcó con pertinencia que las dos páginas de Cordier son las más reproducidas, pero que irónicamente no pertenecen al manuscrito original. Las dos páginas no están en el mismo folio, sino que cada una se encuentra en una hoja. Se colocan, como el índice de contenidos, donde no aparecen, antes del antiguo corpus, en lugar del primer fascículo del manuscrito original que se perdió. Otro punto esencial es que estas son las únicas dos piezas musicales del códice que están escritas en el sistema francés con un pentagrama de cinco líneas, mientras que todas las demás están en un pentagrama de seis líneas, que se encuentra de forma habitual en los manuscritos italianos. Se desconoce la fecha de la adición y la mano, que es común a ambas piezas pero diferente al resto del corpus.
|  |
|  |

|                        |
| '"Belle, Bonne, Sage". |

|                                 |
| "Tout par compas suy composée". |

### Los dibujos
Se hicieron dos dibujos a pluma en los folios 25 y 37. Se encuentran en las hermosas páginas de un cuaderno nuevo. En el folio 25 hay representada una "D" con dos dragones. En el folio 37 hay una "L" y un monstruo que la envuelve, que ocupa todo el margen izquierdo. Al final de la página, se dibujan dos grupos de cuatro monjes cantantes. La fecha de realización es posterior y según los expertos se ubica a principios del siglo XV o más adelante. Upton recuerda que estos dibujos no tienen que ser comparados con el plan original del manuscrito ni con las obras que los llevan.
|                                                                                                   |
| "La harpe de mélodie" de Senleches versión del Codex Chantilly (f. 43v) en notación convencional. |

| |
| "La harpe de mélodie" de Senleches versión del manuscrito en la Biblioteca Newberry, Ms. 54.1, f.10r, con notación superpuesta en las cuerdas de un arpa. |

### El descubrimiento
Exactamente cuatrocientos años después de Alberti, en 1861 Henry de Triqueti, escultor y aficionado culto, encontró este volumen en Florencia, en la casa de M. Bigazzi, secretario de la Accademia della Crusca y lo compró para la biblioteca. El manuscrito estaba en hojas y Triqueti lo adornó con un frontispicio.

## Formato
El manuscrito está hecho en vitela, las hojas que lo forman son de 38,7 cm por 28,6 cm. Sin contar las hojas agregadas en 1880 en el momento de la encuadernación y que contienen el frontispicio y un índice, este volumen consta de 64 folios de pergamino, es decir, 4 folios preliminares que no se habían incluido en la paginación original, actualmente clasificados como 9-12, y 60 hojas clasificadas como 13-72 en números romanos. La desaparición de las hojas 1-12 es bastante antigua, ya que el índice agregado al principio en caracteres del siglo XV solo se aplica al contenido de las hojas 13-72.

## Contenido
A modo de recordatorio, la estructura de los géneros, de simple a compleja, es la siguiente:
- Virelai: A bba A ...
- Rondeau: AB aA ab AB
- Ballade: 3 estrofas en forma aab. La forma es simple pero los trabajos que la usan son complejos por escrito. Es el género dominante del siglo XIV.
- Motete: se construye sobre la voz inferior, un fragmento de canto llano que se repite a lo largo de la pieza, de ahí los términos isorrítmico y tenor. Sobre esta voz se superponen las otras más ornamentadas y con texto(s) diferente(s), glosando el tenor.

| Autor                                     | N.º | Folio  | Género  | Íncipit                                                                                           | Voz                                        | Nota |
| ----------------------------------------- | --- | ------ | ------- | ------------------------------------------------------------------------------------------------- | ------------------------------------------ | --- |
| Baude Cordier                             | 1   | 11v    | rondeau | Belle, bonne, sage, plaisant et gente                                                             | 3 voces                                    | (cf. ilustración) |
| Baude Cordier                             | 2   | 12     | rondeau | Tout par compas suy composée                                                                      | 3 voces                                    | El círculo está constituido por 33 compases. cf. ilustración |
| Borlet                                    | 89  | 54v    | virelai | Hé, très doulz roussignol joly                                                                    | 4 voces                                    | Borlet es el anagrama de Trebor, un compositor francés que trabajó para Martín V de Aragón en 1409. La pieza es en imitación de pájaros, un género exitoso de la época. |
| Magister Egidius                          | 21  | 22     | ballade | Roses et lis ay veu en une flour                                                                  | 3 voces                                    | Magister Egidius Augustinus. |
| F[ranciscus] Andrieu                      | 84  | 52     | ballade | Armes, amours, dames, chevalerie/O flour                                                          | 4 voces                                    | c. 1377. Ballade del poeta Eustache Deschamps, sobre la muerte de Guillaume de Machaut. Deschamps es un alumno de Machaut. Este es uno de los primeros lamentos conocidos. Cita la misa mariana de Machaut (Gloria y Credo) sobre las palabras "La mort Machaut". Es posible que Andrieu sea el mismo que el Magister Franciscus de los números 16 y 18. |
| Magister Franciscus                       | 16  | 19v    | ballade | De Narcissus, home très ourguilleus                                                               | 3 voces                                    | |
| Magister Franciscus                       | 18  | 20v    | ballade | Phiton, Phiton, beste très venimeuse                                                              | 3 voces                                    | Cita texto y música de la ballade de Machaut "Phiton le mervilleus serpent", pero reescribe el texto para evocar al enemigo de Fébus, apodo de Gastón III de Foix-Bearne. |
| Gacian Reyneau                            | 93  | 56v    | rondeau | Va t en mon cuer aveuc mes yeux                                                                   | 3 voces                                    | Una cuarta voz se encuentra en el Codex Reina. |
| Garinus                                   | 51  | 36v    | rondeau | Loyauté me tient en espoir                                                                        | 3 voces                                    | Este pequeño rondo está excepcionalmente en la misma página que el 52. |
| Goscalch                                  | 58  | 39v    | ballade | En nul estât n'a si grant fermeté                                                                 | 3 voces                                    | El autor es conocido solo por esta pieza. |
| Grimace o Grymace                         | 15  | 19     | ballade | Se Zephirus, Phebus et leur lingnie/Se Jupiter, qui donna seigneurie                              | 3 voces                                    | El compositor está relacionado con Aviñón. Se conocen de él 3 ballades (la 15 y la 86), un rondeau y un virelai (91). |
| Grimace o Grymace                         | 86  | 53     | ballade | Des qu buisson me fu boutez d'enfance                                                             | 4 voces                                    | |
| Grimace o Grymace                         | 91  | 55v    | virelai | Alarme, alarme, sans séjour                                                                       | 4 voces                                    | También aparece en el Codex Reina. |
| Guido                                     | 27  | 25     | rondeau | Dieux gart qui bien le chantera                                                                   | 3 voces                                    | Este autor se identifica con el cantante Guido de Lange en la capilla papal de Aviñón, y presente antes del cisma. Las dos piezas del códice, únicas obras conocidas, parecen estar fechadas al comienzo de ars subtilior "porque sus textos irónicos atestiguan desde el punto de vista del estilo y la notación, de nuevas formas que se desvían de los viejos modelos". Pero la música utiliza los mismos procedimientos de los que se queja el texto.                                              |
| Guido                                     | 28  | 25v    | ballade | Or voit tout en aventure                                                                          | 3 voces                                    | |
| Guido                                     | 29  | 25v    | rondeau | Robin muse, muse, muse/Je ne say fere fuszee                                                      | 3 voces                                    | El nombre del autor aparece en la parte de tenor. Ninguna otra fuente. Este pequeño rondó está excepcionalmente en la misma página que el 28. |
| Machaut [Guillaume de Machaut]            | 14  | 18v    | ballade | De petit peu devient voulenté                                                                     | 3 voces                                    | Aquí está el compositor más antiguo representado, Machaut (muerto en 1377). Esta ballade aparece en diez manuscritos musicales y cuatro de poemas, principalmente de origen italiano. |
| Machaut [Guillaume de Machaut]            | 78  | 49     | ballade | De fortune me doi plaindre                                                                        | 4 voces                                    | |
| Machaut [Guillaume de Machaut]            | 88  | 54     | ballade | Quant Theseus, Hercules et Jason/Ne quier veoir                                                   | 4 voces                                    | |
| Hymbert de Salinis                        | 72  | 46     | ballade | En la saison que toute ries s'encline                                                             | 3 voces                                    | Sobre los versos del trovero Jean Cuvelier. En el texto figura el nombre y las armas de Olivier du Guesclin. En el texto aparece en la parte tenor, "Jo. Cunelier". Ninguna otra fuente |
| Jacob de Senleches                        | 11  | 17     | ballade | Fuions de ci, fuions, povre compaingns                                                            | 3 voces                                    | 1382 o posterior. La fecha es la de la muerte de Leonor de Aragón, reina de Castilla, que es uno de los únicos elementos biográficos conocidos del autor. Se cree que Senleches es el arpista (juglar de harpa) de la reina Leonor de Castilla (véase 67). En 1383 fue documentado al servicio en el cardenal Pedro de Luna, futuro antipapa Benedicto XIII de Aviñón. Hay cuatro ballades y dos virelais. En el virelai Tel me voit rinde homenaje a Guido, lo que hace pensar que era un estudiante. |
| Jacob de Senleches                        | 67  | 43v    | virelai | La harpe de mellodie                                                                              | 3 voces (2 escritas y la tercera en canon) | Greene sugiere que la adición del nombre Senleches fue de Baude Cordier, autor de las famosas páginas añadidas antes del comienzo del corpus, pero según Upton no hay pruebas concretas de esta teoría. El virelai notablemente complicado está escrito en un pentagrama de nueve líneas y fue "muy admirado por los contemporáneos". Véase el manuscrito de la Biblioteca Newberry 54.1, f.10, reproducido en la ilustración.                                                                         |
| Jo. de alte curie                         | 8   | 15v    | rondeau | Se doit il plus en biau semblant fier                                                             | 3 voces                                    | |
| Jacomi                                    | 69  | 44v    | ballade | Je me merveil aucune fois comment / J’ay plusieurs fois                                           | 3 voces                                    | La ballade "fulmina contra el diletantismo musical": la pieza reúne sutilezas de notación. El coro es un canon, pero el compositor escribe la misma música con dos sistemas de notación diferentes. |
| Johannes Aleyn (Alanus)                   | 111 | 70v-71 | motete  | Sub Arturo plebs / Fons citharizantium / [In omnem terram]                                        | 3 voces                                    | c.1358. El motete, clasificado durante mucho tiempo como anónimo, fue escrito para la celebración del 23 de abril de 1358 de la victoria de Poitiers. Alanus, de origen inglés, murió en 1373. El texto lo cita al final. |
| Johannes Cesariss                         | 73  | 46v    | ballade | La dieus d'amours, sires de vrais amans                                                           | 3 voces                                    | El nombre del autor se copia en la parte tenor. Ninguna otra fuente. |
| Johannes Cunelier                         | 55  | 38     | ballade | Se Galaas et le puissant Artus                                                                    | 3 voces                                    | Generalmente conocido como Jean [o Jacquemart le] Cuvelier (de Tournais) y creador de Carlos V. Es autor de una crónica de Bertrand du Guesclin, fechada en 1387. A Gastón III «Fébus» (1331-1391), conde de Foix. |
| Johannes Cunelier                         | 61  | 40v    | ballade | Lorques, Arthus, Alixandre et Paris                                                               | 3 voces                                    | |
| Johannes Cunelier                         | 63  | 41v    | ballade | Se Geneive, Tristan, Yssout, Helainne                                                             | 3 voces                                    | |
| Johannes Galiot                           | 45  | 33v    | ballade | En atendant souffrir m'estruet grief payne                                                        | 3 voces                                    | Galiot, activo a fines del siglo XIV, es uno de los últimos representantes del ars subtilior. No sabemos nada sobre su vida y su identidad es misteriosa. |
| Johannes Galiot                           | 53  | 37     | ballade | Le sault périlleux a l'aventure prins                                                             | 3 voces                                    | Según un manuscrito hebreo de principios del siglo XV, esta ballade tuvo una enorme influencia en la cultura musical antes de 1400 en París. |
| Johannes Galiot                           | 59  | 40     | ballade | En attendant d'amer [avoir] la douce vie                                                          | 3 voces                                    | |
| Johannes Galiot                           | 68  | 44     | ballade | En attendant espérance conforte                                                                   | 3 voces                                    | |
| Johannes de Meruco                        | 83  | 51v    | ballade | De home vray a mon jugement                                                                       | 4 voces                                    | El autor francés es desconocido, pero su música con ritmos complejos es típica del género de compositores de la corte de Aviñón. |
| Johannes Olivier                          | 41  | 31v    | ballade | Si con cy gist mon cuer en grief martire                                                          | 3 voces                                    | El compositor francés solo es conocido por esta pieza rítmicamente compleja que usa 3/4 y 9/6. Otro elemento notable es que el texto da instrucciones sobre cómo interpretar la música: “Des trois pars, fais deux ; laisse la moicture / De tamps parfayt, sur ce point je t'avis : / Partis a quart, la quarte part ravis, etc." (De tres partes, haz dos; deja la moicture / De tiempo perfecto, sobre este punto te aconsejo: / Parte un cuarto, el cuarto sale encantado, etc.).                  |
| Johannes Simonis de Haspre o Ja. de Noyon | 46  | 34     | ballade | Ma douce amour, je me doy ben conplaindre                                                         | 3 voces                                    | |
| Johannes Simonis de Haspre o Ja. de Noyon | 47  | 34v    | ballade | Puisque je sui fumeux plains de fumée                                                             | 3 voces (2 escritas y la tercera en canon) | Se agrega la atribución "Hasprois". |
| Johannes Susay o Suzoy                    | 39  | 30v    | ballade | Pictagoras, Jabol et Orpheus                                                                      | 3 voces                                    | El francés Suzoy, que le debe mucho a Machaut, dejó las tres baladas en el códice y un Gloria. Sus piezas se encuentran entre las más complejas del ars subtilior. |
| Johannes Susay o Suzoy                    | 49  | 35v    | ballade | Prophilias, un des nobles de Roume                                                                | 3 voces                                    | |
| Johannes Susay o Suzoy                    | 84  | 52v    | ballade | A l'arbre sec puis estre comparé                                                                  | 4 voces                                    | |
| Johannes Vaillant                         | 12  | 17v    | rondeau | Très doulz amis, tout ce que proumis t'ay                                                         | 3 voces                                    | Jean Vaillant es citado en un tratado anónimo sobre teoría poética, Règle de la Seconde Rhétorique (Regla de la Segunda Retórica) como poeta y maestro de canciones de una escuela de música en París. Otro tratado sobre teoría musical agrega que enseñó armonía con ''Le sault perilleux" de Johannes Galiot, que aparece en el 53. Por tanto, se encuentra entre los más antiguos de la colección.                                                                                                 |
| Johannes Vaillant                         | 30  | 26     | rondeau | Pour ce que je ne say gairez                                                                      | 3 voces (2 escritas y la tercera en canon) | |
| Johannes Vaillant                         | 31  | 26v    | rondeau | Dame doucement trait/Doulz amis                                                                   | 3 voces                                    | 1369. Esta fecha confirma que este autor se encuentra entre los más antiguos de la colección, después de Machaut. |
| Johannes Vaillant                         | 32  | 27     | ballade | Oncques Jacob por la belle Rachel                                                                 | 3 voces                                    | |
| Johannes Vaillant                         | 100 | 60     | virelai | Par maintes foys ay oy recorder                                                                   | 3 voces                                    | |
| Matheus de Sancto Johanne                 | 9   | 16     | rondeau | Je chante ung chant en merencoliant                                                               | 3 voces                                    | |
| Matheus de Sancto Johanne                 | 48  | 35     | ballade | Sanz vous ne puis, très douce créature                                                            | 3 voces                                    | |
| Matheus de Sancto Johanne                 | 94  | 57     | ballade | Science n’a nul ennemi                                                                            | 4 voces                                    | |
| Matheus de Sancto Johanne                 | 99  | 59v    | rondeau | Fortune faulce, parverse                                                                          | 4 voces                                    | |
| Mayhuet de Joan                           | 62  | 41     | ballade | Inclite flos orti Gebennensis                                                                     | 3 voces                                    | El autor puede ser idéntico a Matheus de Sancto Johanne (cf. 10, 49, 93 y 98). Mayhuet es uno de los capellanes privados del papa Clemente VII en la década de 1380. La ballade alude a los orígenes en Ginebra de Clemente y en el tenor se indica "pro papa Clemente". |
| Pierre des Molins                         | 87  | 53v    | ballade | De ce que foul pensé souvent remaynt                                                              | 3 voces                                    | Una cuarta voz se encuentra en el Codex Reina. El autor es conocido solo por dos piezas, la otra es "Amis tout dous vis", que también aparece en versión instrumental dos veces. |
| Petrus Fabri                              | 10  | 16v    | virelai | Laus detur multipharia                                                                            | 4 voces                                    | Pieza en honor de Santa Catalina (de Siena), quien imploró al papa Gregorio XI que regresara a Roma (1376). El nombre del autor aparece al final. |
| Philippus de Caserte                      | 42  | 32     | ballade | De ma dolour ne puis trouver confort                                                              | 3 voces                                    | Philippus de Caserte o Caserta, Philippot, Philipoctus es un compositor italiano, nacido en Caserta, cerca de Nápoles. |
| Philippus de Caserte                      | 54  | 37v    | ballade | Par le grant senz d'Adriane la sage                                                               | 3 voces                                    | |
| Philippus de Caserte                      | 56  | 38v    | ballade | Il n'est nulz homs en ce monde vivant                                                             | 3 voces                                    | |
| Philippus de Caserte                      | 57  | 39     | ballade | En remirant vo douce pourtraiture                                                                 | 3 voces                                    | |
| Philippus de Caserte                      | 71  | 45v    | ballade | Par les bons Gedeon et Sanson delivre                                                             | 3 voces                                    | La obra nombra explícitamente al papa Clemente VII, el papa soberano llamado Clemente (Le pape souverain appelé Clément). |
| Pykyni o Pykini                           | 90  | 55     | virelai | Playsance or tost aeuz vous                                                                       | 4 voces                                    | El nombre es quizás la corrupción de Picquigny, no lejos de Amiens. Pykini es tal vez el mismo que Robert de Picquigny, chambelán de Carlos II de Navarra. |
| Henricus Egidius de Pusiex                | 102 | 61v-62 | motete  | Yda Capillorum/Ante thorum trinitatis/Porcio nature                                               | 4 voces                                    | |
| Philippus Royllart                        | 106 | 65v-66 | motete  | Rex Karole, Johannis genite/Leticie, pacis, concordie                                             | 4 voces                                    | Rex Karole (vocativo de Karolus variante de Carolus), es decir, Carlos V. |
| S. Uciredor                               | 77  | 48v    | ballade | Angelorum psalat tripudium                                                                        | 3 voces (2 escritas y la tercera en canon) | |
| Solage [Solage]                           | 13  | 18     | virelay | Très gentil cuer amoureux, attraians                                                              | 3 voces                                    | cf. 81 |
| Solage                                    | 17  | 20     | ballade | En l'amoureux vergier vis una flour                                                               | 3 voces                                    | c.1389. El autor es el más representado en el manuscrito (10 atribuciones más dos muy posibles). Puede que fuera de Auvernia, donde hay muchos pueblos llamados "Soulage". La pieza está firmada con un acertijo musical en su nombre: sol -Age. La pregunta permanece abierta si es un nombre real o un anagrama (como Trebor). |
| Solage                                    | 24  | 23v    | ballade | Corps femenin par vertu de nature                                                                 | 3 voces                                    | |
| Solage                                    | 50  | 36     | ballade | S'aincy estoit que ne feust la noblesce                                                           | 3 voces                                    | Elogio de Juan, duque de Berry, explícitamente citado como el bueno y amable Juan, duque de Berry y lo califica como "flor del mundo" que concluye el 17. Puede ser una pieza fechada en el matrimonio del duque en 1389, como el 17. |
| Solage                                    | 79  | 49v    | ballade | Le basile de sa propre nature                                                                     | 4 voces                                    | |
| Solage                                    | 80  | 50     | ballade | Calextone, qui fut dame d'Arouse                                                                  | 3 voces                                    | Los versos del poema (así como el de "Corps feminin", n.º 24) forman el nombre acróstico de "Cathelline", una alusión a la hermana del rey Carlos VI y primera esposa de Juan de Berry en 1386. |
| Solage                                    | 81  | 50v    | virelai | Très gentil cuer amoureux, attraians                                                              | 3 voces                                    | cf. 13. La cuarta voz que explica la copia nunca se ha agregado. |
| Solage                                    | 95  | 57v    | ballade | Helas! Je voy mon cuer a fin venir                                                                | 4 voces                                    | |
| Solage                                    | 96  | 58     | ballade | Pluseurs gens voy qui leur pensée                                                                 | 4 voces                                    | |
| Solage                                    | 97  | 58v    | virelai | Joieux de cuer en seumellant estoye                                                               | 4 voces                                    | |
| Solage                                    | 98  | 59     | rondeau | Fumeux fume par fumée                                                                             | 3 voces                                    | Solage podría haber sido parte de los Fumeux (Jean Fumeux), bohemios vestidos de manera extravagante (cf. también Hasprois 47). |
| Taillandier                               | 65  | 42v    | ballade | Se Dedalus an sa gaye mestrie                                                                     | 3 voces                                    | |
| Trebor [Johan Robert]                     | 19  | 21     | ballade | Passerose de beauté la noble flour                                                                | 3 voces                                    | |
| Trebor [Johan Robert]                     | 20  | 21v    | ballade | En seumeillant m'avint une vesion                                                                 | 3 voces                                    | |
| Trebor [Johan Robert]                     | 38  | 30     | ballade | Se Alixandre et Hector fussent en vie                                                             | 3 voces                                    | A Gaston Fébus, conde de Foix. Faltan dos líneas del manuscrito y fueron representadas por Green. |
| Trebor [Johan Robert]                     | 40  | 31     | ballade | Quant joyne cuer en may est amoureux                                                              | 3 voces                                    | A Gaston Fébus, conde de Foix. |
| Trebor [Johan Robert]                     | 64  | 42     | ballade | Hélas, pitié envers moy dort si fort                                                              | 3 voces                                    | |
| Trebor [Johan Robert]                     | 66  | 43     | ballade | Se Jufy César, Rolant et roy Artus                                                                | 3 voces                                    | A Gaston Fébus, conde de Foix. (cf. Ilustración) |
| anónimo                                   | 3   | 13     | ballade | Toute clarté m'est obscure                                                                        | 3 voces                                    | Este folio 13 es la primera página del manuscrito original que ha sobrevivido. La figuración del mundo invertido aparece en la música donde la voz aguda desciende casi una octava, mientras que el tenor se eleva por encima. |
| anónimo                                   | 4   | 13v    | virelai | Un crible plein d'eau... de vray confort/Adieu vos comant                                         | 3 voces                                    | La parte del cantus ataca las trampas del matrimonio, mientras que el contratenor se agita en ritmos sincopados, "ilustra los terribles conflictos" del texto. cf. ilustración. |
| anónimo                                   | 5   | 14     | virelai | Très douce playsant figure                                                                        | 3 voces                                    | |
| anónimo                                   | 6   | 14v    | ballade | Ma dame m'a congié douné                                                                          | 3 voces                                    | |
| anónimo                                   | 7   | 15     | virelai | A mon pouir garde et vuil garder                                                                  | 3 voces                                    | |
| anónimo                                   | 22  | 22v    | ballade | Le mont Aon de Thrace, Doulz pais                                                                 | 3 voces                                    | Canta las alabanzas de Gastón Febus, protector de las artes. Gastón es el tutor de Juana de Bolonia, casada con Juan de Berry en 1389. La obra puede ser de Solage. |
| anónimo                                   | 23  | 23     | ballade | Sans joye avoir ne puet                                                                           | 3 voces                                    | |
| anónimo                                   | 25  | 24     | virelai | Je ne puis avoir plaisir                                                                          | 3 voces                                    | |
| anónimo                                   | 26  | 24v    | ballade | Medee fu en amer veritable                                                                        | 3 voces                                    | Una posible atribución: Philipoctus Caserta. La propuesta se ve reforzada por la gran similitud de estilo con "Par les bons Gedeon e Sanson" (n.º 71). |
| anónimo                                   | 33  | 27v    | ballade | Se je cuidoie tous jours vivre en tel point                                                       | 3 voces                                    | |
| anónimo                                   | 34  | 28     | ballade | De quan qu’on peut belle et bonne estrener                                                        | 3 voces                                    | El estilo excéntrico de esta ballade evoca el de Matteo da Perugia o al menos un emulador de su escritura polirrítmica. |
| anónimo                                   | 35  | 28v    | ballade | Ung lion say de tots belle figure                                                                 | 3 voces                                    | |
| anónimo                                   | 36  | 29     | rondeau | O bonne, douce Franse                                                                             | 3 voces                                    | |
| anónimo                                   | 37  | 29v    | ballade | Va, Fortune                                                                                       | 3 voces                                    | |
| anónimo                                   | 43  | 32v    | ballade | En un peril doutous bien delitable                                                                | 3 voces                                    | |
| anónimo                                   | 44  | 33     | ballade | Plus ne put musique son secret taire                                                              | 3 voces                                    | |
| anónimo                                   | 52  | 36v    | rondeau | Espoir dont tu m’as fayt partir                                                                   | 3 voces                                    | |
| anónimo                                   | 60  | 40     | rondeau | Se vos me voles fayre outrage                                                                     | 3 voces                                    | Este pequeño rondeau comparte la página con el de Galiot del 59, también podría ser suyo. El texto ha sido amputado, pero la música parece completa. Ninguna otra copia. |
| anónimo                                   | 70  | 45     | ballade | Lameth, Judith et Rachel                                                                          | 3 voces                                    | |
| anónimo                                   | 74  | 47     | ballade | Adieu vous di, très doulce compaygnie                                                             | 3 voces                                    | La obra puede ser de Solage. |
| anónimo                                   | 75  | 47v    | ballade | Entalbion de fluus environnée                                                                     | 3 voces                                    | |
| anónimo                                   | 76  | 48     | ballade | De tous les moys que sunt en la sayson                                                            | 3 voces                                    | |
| anónimo                                   | 82  | 51     | ballade | Bien dire et sagement parler                                                                      | 4 voces                                    | Posible atribución a Solage. También aparece en el manuscrito de Cambrai (BM 1328, f. 3). |
| anónimo                                   | 92  | 56     | ballade | Cine vermeil, cine de tres haut pris                                                              | 3 voces                                    | |
| anónimo                                   | 101 | 60v-61 | motete  | Apta caro/Flos Virginum/Alma redemptoris [mater]                                                  | 4 voces                                    | |
| anónimo                                   | 103 | 62v-63 | motete  | Degentis vita quid prodest/Cum vix ardidici prompti sint/Vera pudicicia                           | 4 voces                                    | |
| anónimo                                   | 104 | 63v-64 | motete  | Pictagore per dogmata/Rosa vernans caritatis/O terra sancta                                       | 4 voces                                    | 1374-1376. El motete es para Gregorio XI (Pierre Roger de Beaufort), sobrino de Clemente VI. La parte del tenor "Rosa vernans..." evoca el escudo de armas de Roger en un juego de palabras con rosas y el texto evoca el regreso del papado a Roma, al amparo de la reconquista de Tierra Santa. |
| anónimo                                   | 105 | 64v-65 | motete  | Alpha vibrans monumentum/Amicum querit/Cetus venit heroycus                                       | 4 voces                                    | |
| anónimo                                   | 107 | 66v-67 | motete  | L’ardure qu’endure/Tres dous espoir/Ego rogavi Deum                                               | 4 voces                                    | |
| anónimo                                   | 108 | 67v-68 | motete  | Alma polis religio/Axe poli cum artica                                                            | 4 voces                                    | |
| anónimo                                   | 109 | 68v-69 | motete  | Inter densas deserti / Imbribus irriguis / Admirabile est nomen tuum                              | 3 voces                                    | Pieza dedicada a Gastón Fébus. |
| anónimo                                   | 110 | 69v-70 | motete  | Multipliciter amando / Letificat juventutem meam / Favore habundare                               | 3 voces                                    | |
| anónimo                                   | 112 | 71v-72 | motete  | Tant a suptile pointure / Bien pert qu’en moy n’a dart / Cuius Pulcritudinem sol et luna mirantur | 3 voces                                    | |
| anónimo                                   | 113 | 72v    | motete  | D’ardant desir / Se fus d’amer / Nigra est set formosa                                            | 3 voces                                    | |

## Ediciones
Primera edición moderna
Esta edición fue llevada a cabo por Willi Apel con prefacio de Paul Hindemith y data de 1950:
- Apel, Willi; Linker, Robert W. & Holmes, Urban T. (ed.): French Secular Music of the Late Fourteenth Century. Cambridge, Massachusetts: Mediaeval Academy of America, 55, 1950, p. XII-39-133.

Edición en línea
La mayor parte de las piezas también figuran en French Secular Music of the 14th Century, disponible en línea en: 
- Willi Apel's Corpus Mensurabilis Musicae, 53.

Edición facsímil
- Plumley, Yolanda & Stone, Anne (ed.): Codex Chantilly. Biblioteca del Castillo de Chantilly, Ms. 564, Turnhout / Brepols, 2008.

## Discografía selecta
- 1982 – Ce diabolic chant: Ballades, Rondeaus & Virelais of the Late Fourteenth Century. Medieval Ensemble of London, dir. Peter Davies & Timothy Davies (enero 1982; L'Oiseau Lyre 475 9119; reeditado en 2007 L’Oiseau Lyre CD 475 9119.)
Contiene: folios 17, 25, 25v, 30v, 31v, 35v, 37, 40, 43v, 44, 44v, 52v, 75.
- 1987 – Codex Chantilly: Airs de cour du XIV siècle. Ensemble Organum, dir. Marcel Pérès (Harmonia Mundi HMC 901252)
Contiene: folios 11v, 12, 13, 23, 25, 25v, 38, 39v, 43v, 47, 52, 59.
- 1989 – Ars Magis Subtiliter: Secular Music of the Chantilly Codex. Ensemble Project Ars Nova (New Albion NA 021)
Contiene: folios 11, 12, 15, 24v, 29v, 30v, 34v, 39v, 52, 53v, 54, 55v, 59, 60.
- 1991 – Musique à la cour de Gaston Febus. Huelgas Ensemble, dir. Paul Van Nevel (25 & 28-10-1991; Sony SK 48195)
Contiene: folios 22, 21v, 38, 59, 68-69.
- 1992 – Lancaster and Valois, French and English music, 1350-1420. Gothic Voices, dir. Christopher Page (Hyperion CDA66588)

Contiene: folio 81
- 1994 – Balades A III Chans. Ferrara Ensemble, dir. Crawford Young (marzo de 1994; Arcana 32 / "Figures of Harmony" 4CD A 382) OCLC 923760144
Contiene: folios 12, 19, 22v, 30, 42, 45, 47.
- 1994 – Papes et Antipapes, Musiques pour les cours d'Avignon et Rome. Orlando Consort (11 & 18-09-1994; Metronome MET CD 1008)
Contiene: folios 41, 45v, 63v-64.  Tres piezas y una selección de otras centradas en las dos cortes papales colocan esta música en el contexto histórico.
- 1996 – Ars subtilior. Xasax saxophone quartet. Therwil, Switzerland: Hat Hut, 1995. CD ART 107.
- 1996 – Fleurs de Vertus. Ferrara Ensemble, dir. Crawford Young (enero de 1996; Arcana 40 / «Figures of Harmony» 4CD A 382) OCLC 923760144
Contiene: folios 18, 21v, 30v, 36, 38v, 43, 45v, 47v, 56v.
- 1997 – En doulz chastel de Pavie. Ferrara Ensemble, dir. Crawford Young (junio de 1997; Harmonia Mundi HMC 905241 / «Figures of Harmony» 4CD Arcana A 382) OCLC 40618524 y 923760144
Contiene: folios 17, 21, 22, 23v, 24v, 25v, 31, 48v, 50.
- 1998 – Ars subtilior. New London Consort: Catherine Bott (soprano), Tom Finucane y Jacob Heringham (laúdes), Pavlo Beznoziuk y Mark Levy (violines), Philip Pickett (director y flauta de pico) (1998; Linn Records CKD 039)
Contiene: folios 34, 39, 40v, 42, 54v, 55v, 60.
- 2006 – The Unknown lover, Machaut et Solage. Gothic Voices (20-22 de febrero de 2006 - Avie AV 2089)
Contiene: folios 20, 22v, 23v, 36, 47, 49v, 50, 50v, 57v, 58, 58v, 59. Siete piezas de Machaut, el famoso predecesor (ninguna del Codex), dos piezas anónimas (que Yolanda Plumley, autora del libreto propone otorgar a Solage por el estilo similar) y las diez atribuciones formales del manuscrito: aquí están las obras completas de Solage.
- 2008 – Codex Chantilly 1. Ensemble Tetraktys (2008 - Etcetera KTC 190)
Contiene: folios 13v, 19v, 24, 24v, 28, 36, 40, 44v.
- 2009 – Corps femenin. Ferrara Ensemble, dir. Crawford Young (2000-2009, Arcana A 355 / 4CD A 382) OCLC 647357558 y 923760144
Contiene: folios 32, 39, 33v, 43v.
- 2010 – Codex Chantilly 2. Ensemble Tetraktys (enero-mayo de 2010 - Etcetera KTC 1905)
Contiene: folios 13, 17, 18/50v, 18v, 19, 20, 20v, 25v, 26v.
- 2010 – Codex Chantilly, En l'Amoureux Vergier. Ensemble De Cælis, dir. Laurence Brisset (13-16 de abril de 2010 - Æon)
Contiene: folios 19, 20, 23v, 29, 32v, 33v, 43v, 47, 50, 54v, 55v, 56v, 59, 60, 64v-65, 67v-68.
- 2014 – Think Subtilior, le cercle des fumeux. Ensemble Santenay: Julla von Landsberg (voz y organetto), Elodie Wiemer (flauta de pico), Szilárd Chereji (viela) y Orí Harmelin (laúd) (agosto de 2014, Ricercar).
Contiene: folios 12, 34v, 49v, 59 (dos versiones) y diez piezas de Johannes Ciconia y de Matteo da Perugia